# Donje Ravno
Donje Ravno (en serbe cyrillique : Доње Равно) est un village de Bosnie-Herzégovine. Il est situé dans la municipalité de Kupres, dans le canton 10 et dans la fédération de Bosnie-et-Herzégovine. Selon les premiers résultats du recensement bosnien de 2013, il compte 76 habitants.

## Démographie

### Évolution historique de la population
| 1948 | 1953 | 1961 | 1971 | 1981 | 1991 | 2013 |
| ---- | ---- | ---- | ---- | ---- | ---- | ---- |
| -    | -    | 349  | 353  | 324  | 252  | 76   |

|  |

### Communauté locale
En 1991, Donje Ravno faisait partie de la communauté locale de Ravno qui comptait 646 habitants, répartis de la manière suivante :